# Allgemeine Deutsche Credit-Anstalt

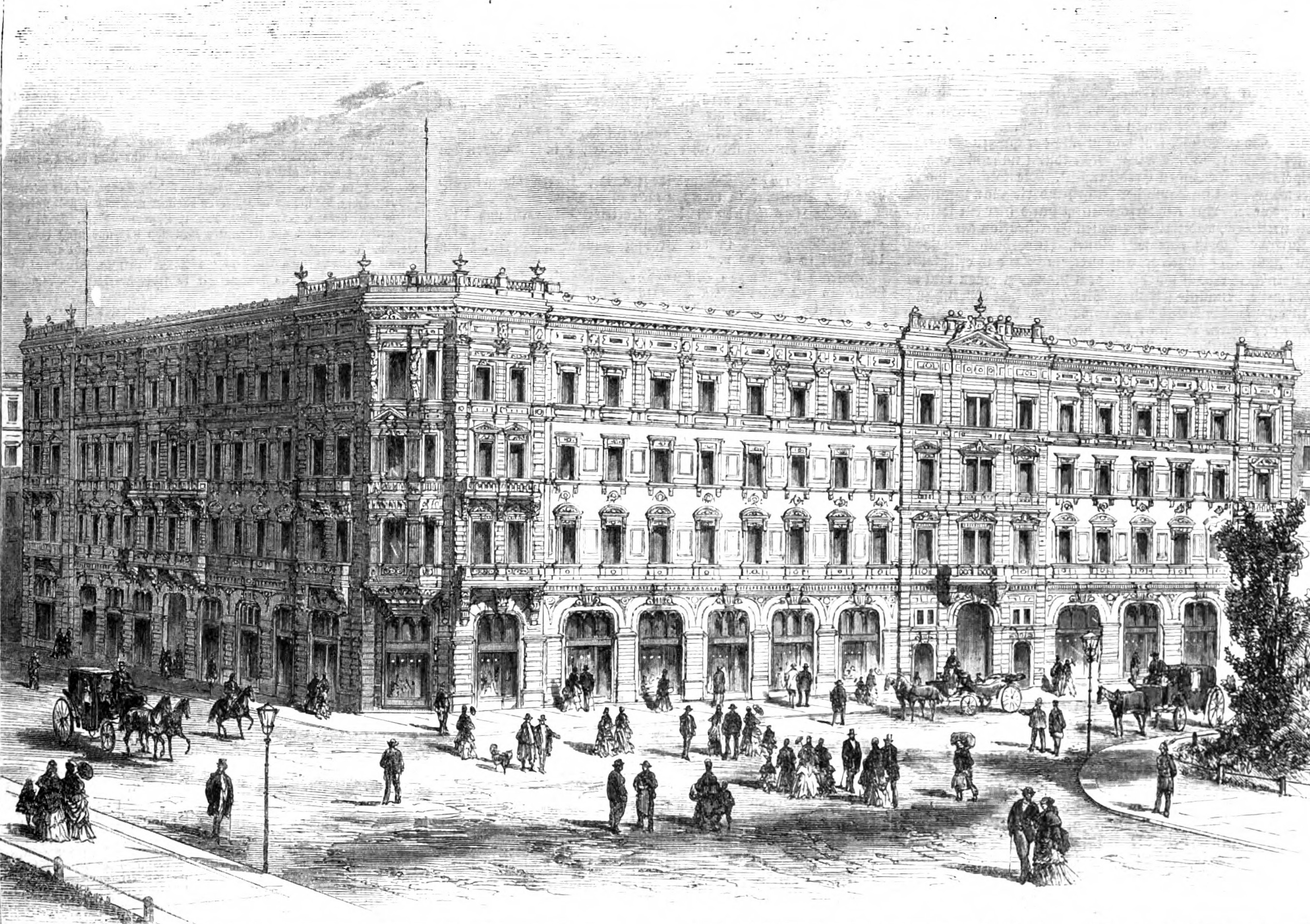
Hauptverwaltung der ADCA zum Zeitpunkt kurz vor ihrer Fertigstellung 1875, zeitgenössischer Stich mit Ansicht von der Promenade/Ring aus, also Ecke Richard-Wagner-Straße / Goethestraße. Stich von Botho Straußberger in der Illustrirten Zeitung von 1874

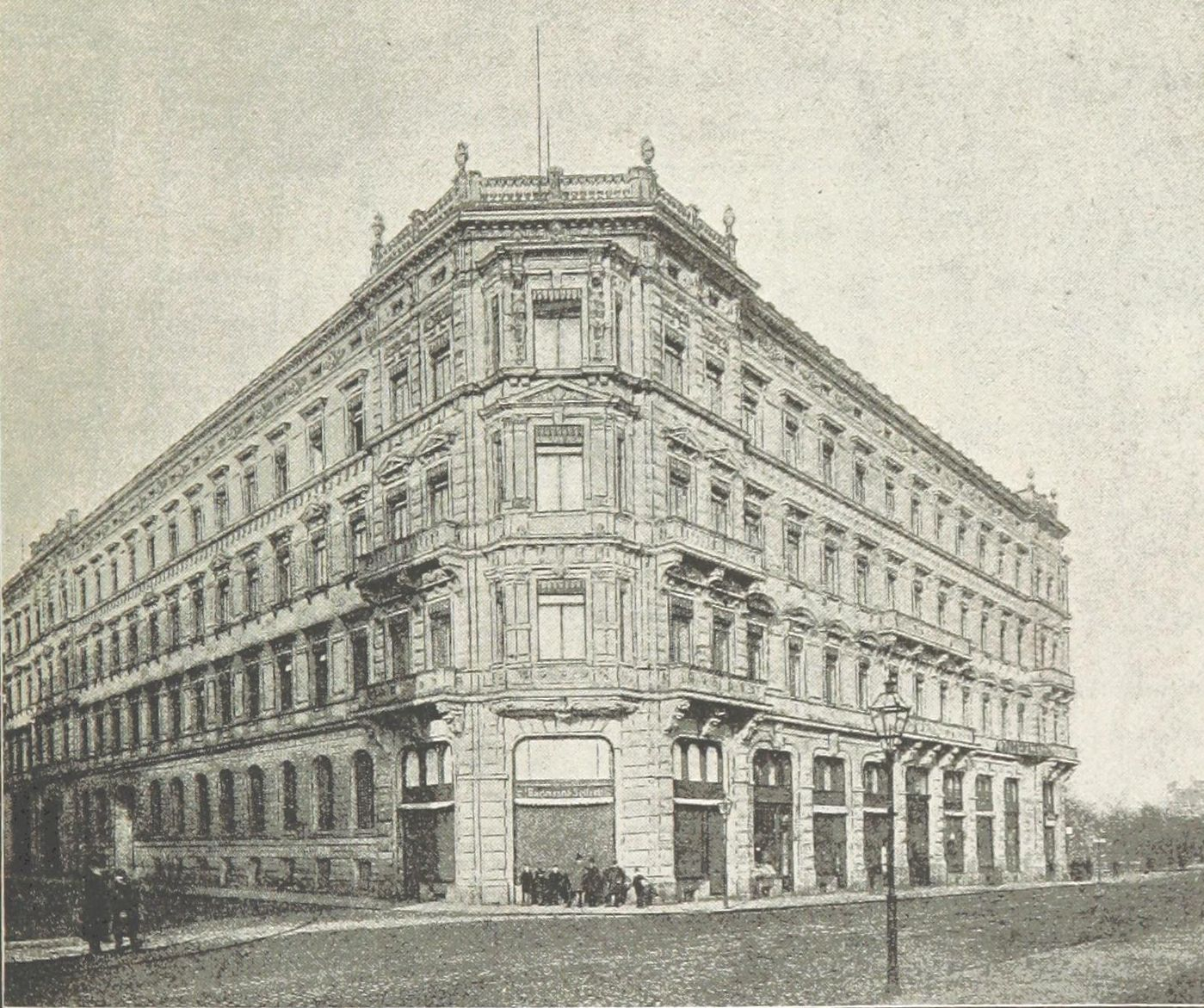
Hauptverwaltung Allgemeine Deutsche Credit-Anstalt am Leipziger Brühl / Goethestraße (Ansicht Ecke Goethestraße, vorn rechts / Brühl, nach links abbiegend) (um 1890)

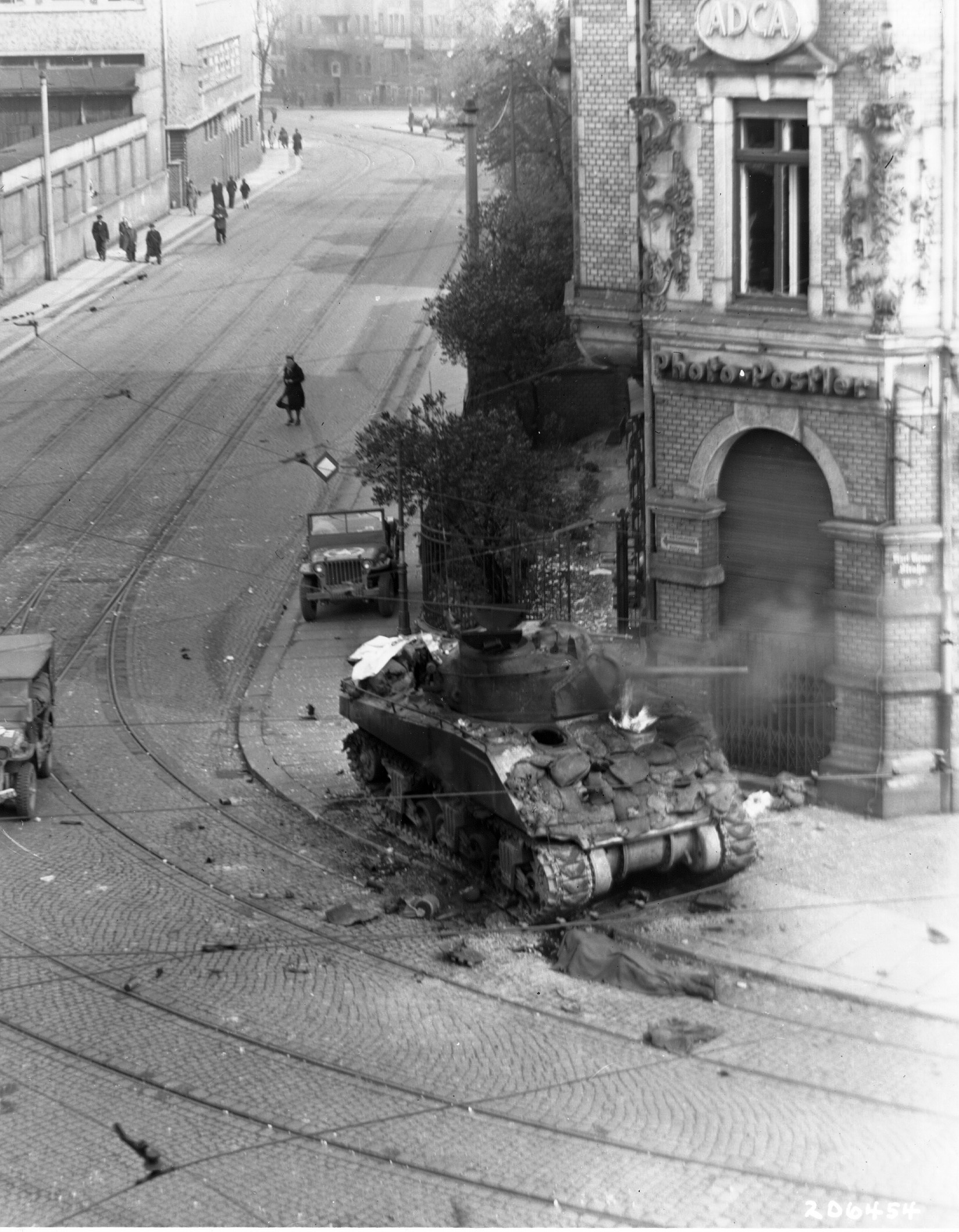
Zerstörter US-Panzer vor einer Filiale der Bank in Leipzig/Plagwitz im April 1945

Die Allgemeine Deutsche Credit-Anstalt (kurz ADCA) war ein 1856 in Leipzig in der Rechtsform einer Aktiengesellschaft gegründetes Kreditinstitut.

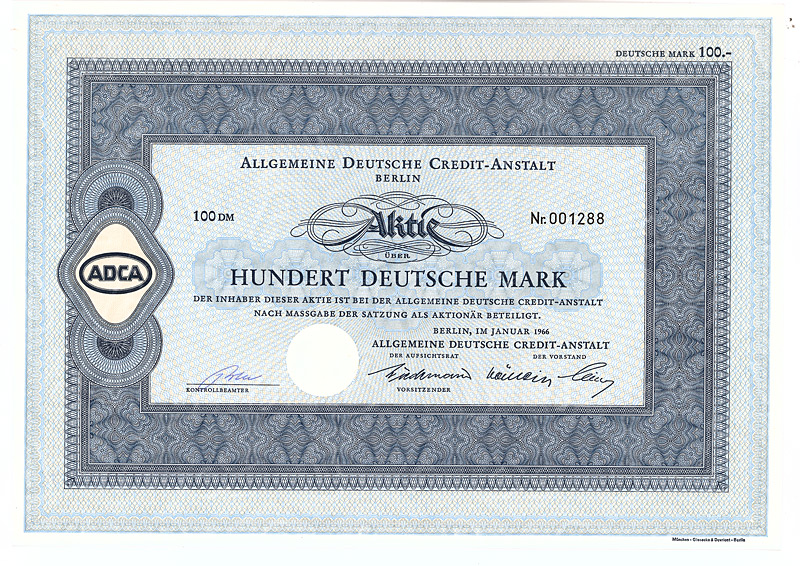
Aktie der Allgemeinen Deutschen Credit-Anstalt über 100 DM vom Januar 1966

## Geschichte
Dem im Januar 1856 formierten Gründungskomitee gehörten neben Otto Hübner, der 1853 maßgeblich an der Gründung der Österreichischen Creditanstalt in Wien beteiligt war, auch die Mitglieder der Gewandhausgesellschaft Gustav Harkort, Albert Dufour-Féronce, Karl Hirzel-Lampe, Louis Sellier und Wilhelm Theodor Seyfferth an. Da sich die Tätigkeit der Bank nicht nur auf Sachsen beschränken sollte, beteiligten sich auch namhafte Kaufleute aus Hamburg, Berlin, Dresden und Breslau (z. B. der Kammerrat Carl von Kaskel, Inhaber des alteingesessenen Bankhauses Kaskel, aus dem nach Umwandlung in eine AG 1872 die Dresdner Bank entstand). Im Mai 1856 erhielt die Allgemeine Deutsche Credit-Bank ihre Banklizenz. Das Grundkapital, das bis zum März 1859 etappenweise eingezahlt wurde, betrug 10 Mio. Taler. Im Zuge der großen Wirtschaftskrise 1857–1859 musste das Grundkapital durch Aktienrückkauf auf 5 Mio. Taler herabgesetzt werden. Dennoch gehörte das Kreditinstitut bereits 1870 zu den größten Banken Deutschlands.
In den ersten Jahren der Tätigkeit der Bank stand das Gründungs- und Beteiligungsgeschäft im Vordergrund. So gehörte die Bank beispielsweise zu den Gründern der Credit- und Versicherungsbank Lübeck (später Lübecker Handelsbank), der Gothaer Privatbank Gotha und der Schweizerischen Creditanstalt Zürich. Bis 1945 unterhielt das Institut außer der Hauptniederlassung in Leipzig 130 Niederlassungen, davon 109 in Mitteldeutschland, 20 im Sudetenland und eine in Berlin.
Nach dem Zweiten Weltkrieg erfolgte zunächst die Eingliederung in den Bankenapparat der DDR. 1954 erfolgte die Wiederzulassung des Neugeschäfts in Berlin, nach Erlass des 3. Umstellungsgesetzes die Sitzverlegung nach Berlin (West). Die ADCA nahm 1965 ihre aktive Geschäftstätigkeit wieder auf und begründete einen zweiten juristischen Sitz in Frankfurt am Main, erwarb eine mehrheitliche Beteiligung am Bankhaus Preusker & Thelen (Bonn) und schloss sich mit der Münchener W. Feuchtwanger Bank zusammen. Bilanzsumme 111.073 Mill. DM (1969), Grundkapital 7,5 Mill. DM (1969).
1973 erfolgte die Verschmelzung mit der Norddeutschen Kreditbank AG, Bremen und die Bank erhielt den Namen ADCA-Bank AG Allgemeine Deutsche Credit-Anstalt. In Bremen hatte die Bank mehrere Filialen, die Zentrale war im Bank- und Kaufhaus Obernstraße 2–12. Hauptaktionär war mit 84 Prozent die Norddeutsche Landesbank. 1983 wurde das Geldhaus von der Rabobank-Gruppe übernommen. Die 22 Filialen in Bremen, Bremerhaven, Delmenhorst und Oldenburg wurden an verschiedene Kreditinstitute verkauft.

## Geschäftsräume und Hauptsitze in Leipzig
Von 1856 bis 1857 befanden sich die Geschäftsräume in der damaligen Nikolaistraße 10 (Goldene Hand), von 1857 bis 1861 am damaligen Neumarkt 14 (Große Feuerkugel) und von 1861 bis 1875 am damaligen Brühl 64 (Krafts Hof).
Letztere Geschäftsräume waren bereits eine Interimslösung, ab dem Zeitpunkt des Umzugs am Brühl kaufte die ADCA nach und nach kleinere Grundstücke an der nördlichen Ecke Brühl / Goethestraße. 1870 erwarb man dort auch die Fläche mit dem Georgenhaus, dieses wurde abgetragen und die Areale dann zusammengefasst. Zwischen 1871 und 1875 entstand an der Stelle ein großes viergeschossiges Eckgebäude mit Unterkellerung nach den Entwürfen von Carl Gustav Aeckerlein und E. Zeißig. 1891 fanden an dem am Brühl gelegenen Flügel erhebliche Umbauten durch Max Pommer statt. Neben der ADCA waren im Gebäude auch noch andere Geschäftslokale und Wohnungen zu finden.
1933 erhielt das Haus mittels einer Gebäudebrücke eine Verbindung zu der am Brühl gegenüber liegenden Georgenhalle. Grund dafür war, dass in beiden Gebäuden Teile des städtischen Finanzamtes untergebracht waren. Bei dem Luftangriff auf Leipzig am 4. Dezember 1943 wurde das ADCA-Gebäude vollständig zerstört.

## Persönlichkeiten
- Reinhard Goerdeler (1922–1996), Rechtsanwalt und Wirtschaftsprüfer (bis 1971 Aufsichtsratsmitglied)
- Gustav Harkort, Vorstandsmitglied 1856–1865
- Albert Dufour-Féronce, Vorstandsmitglied 1857–1859
- Carl Mathy (1851–1912), Vorstandsmitglied 1860–1862
- Friedrich Jacob Alfred List, Vorstandsmitglied 1861–1882
- Rudolf Wachsmuth, Vorstandsmitglied 1861–1890
- Paul Harrwitz, Vorstandsmitglied 1890–1912
- Hugo Keller, Vorstandsmitglied 1904–1920
- Ernst Petersen, Vorstandsmitglied 1912–1927
- Max H. Mauritz, Vorstandsmitglied 1922–1926
- Kurt Wunderlich, Vorstandsmitglied 1921–1932
- Wilhelm J. Weißel, Vorstandsmitglied 1920–1933
- Karl Grimm, Vorstandsmitglied 1920–1934
- Ernst von Schoen, Vorstandsmitglied 1913–
- Gerhard Sachau, Vorstandsmitglied 1931–
- Hans Vincent von Moller, Vorstandsmitglied 1934–